# Йоанис Коренцидис
Йоанис (Янис) Коренцидис (на гръцки: Ιωάννης Κορεντσίδης, Γιάννης Κορεντσίδης) е гръцки бизнесмен и политик от началото на XXI век.

## Биография
Роден е на 12 ноември 1973 година в семейството на Анастасиос Коренцидис от Маврово и Теодосия Фициу от Горенци. Завършва бизнес организация и мениджмънт в Ай Си Би Ес Бизнес Колидж в Солун и в 1994 година започва работа в семейната кожухарска фирма „Аделфи Коренциди“, основана в 1959 година. В 2006 година е избран в Съвета на директорите на ЕДИКА. В 2009 година е преизбран и в 2009 - 2017 година е вицепрезидент на компанията. В 2011 година влиза в Съвета на директорите на Костурската търговско-промишлена камара и е първи вицепрезидент до 2017 година. В 2015 година е избран за председател на Дружеството на кожухарите в Костур.
На 2 юни 2019 година е избран за кмет на Костур с 9033 гласа или 62,37% от всички гласове.
В 2023 година е преизбран с 50,50% от гласовете на втория тур.